# 新疆天文台
中国科学院新疆天文台（ちゅうごくかがくいんしんきょうてんもんだい）は中華人民共和国の国立天文台である。中国科学院国家天文台傘下の天文台の一つとして、新疆ウイグル自治区ウルムチ市に本部を置き、同自治区内にある複数の研究観測施設を統括する。
1957年に中国科学院人工衛星観測所として開設され、1987年に中国科学院ウルムチ天文台に改称された後、2001年4月の国家天文台発足に伴って中国科学院国家天文台ウルムチ天文台となり、更に2011年1月現在の名称となって同年8月に改名式典が行われた。
新疆天文台の観測・研究分野は電波天文学、光学天文学とその応用、パルサー、恒星形成と恒星進化、銀河天文学、高エネルギー天体物理、マイクロ波観測、デジタル技術応用、デブリ観測、衛星測位、GPSなど多岐にわたっている。

## 観測所

### 南山観測所

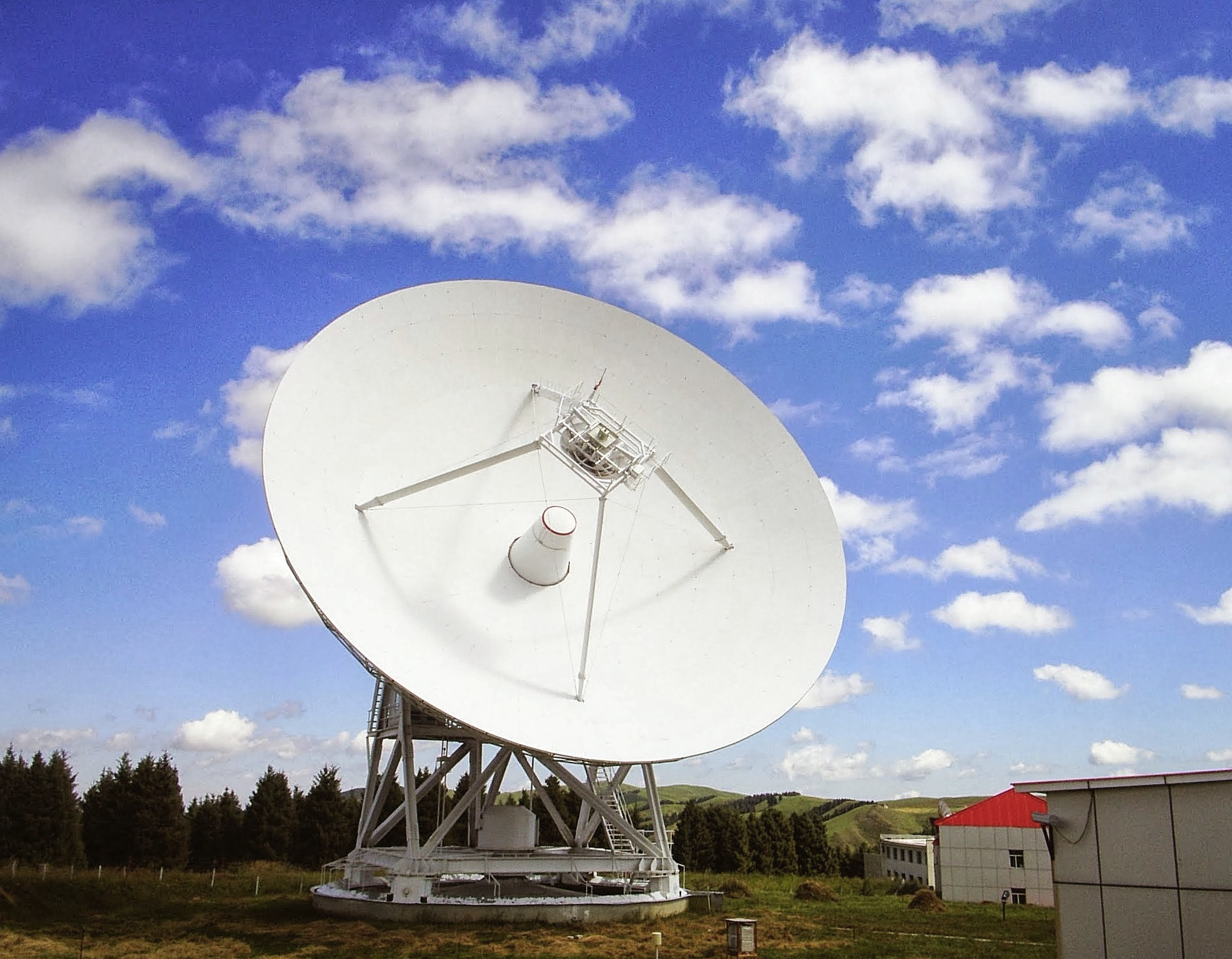
南山25メートル電波望遠 2007-08-22

新疆天文台南山観測所は1991年にウルムチ市ウルムチ県甘溝郷、ウルムチ市街から南西75kmに位置する海抜2,080メートルの山上に建設された。（位置座標： 43.471476 N, 87.178096 E） 。南山観測所は25メートル電波望遠鏡システム、GPSデータ受信設備、太陽彩層望遠鏡などを備える。その中の25メートル電波望遠鏡はパルサー観測ミッション、センチ波分子スペクトル線と活動銀河核などの観測研究を行うと同時に、国際VLBI（超長基線電波干渉法）ネットワークの重要な拠点である。さらに南山観測所は、中国月探査計画におけるVLBI軌道観測を担う四拠点のうちの一つでもある。
現在の南山25メートル電波望遠鏡の観測波長は1.3cm、3.6cm、6cm、13cm、18cmで、アンテナの指向精度は18秒に達する。望遠鏡の観測は年間を通じて殆ど中断することなく実行され、2010年には累計の観測日数が349日、アンテナ稼働が6,998時間であった 。

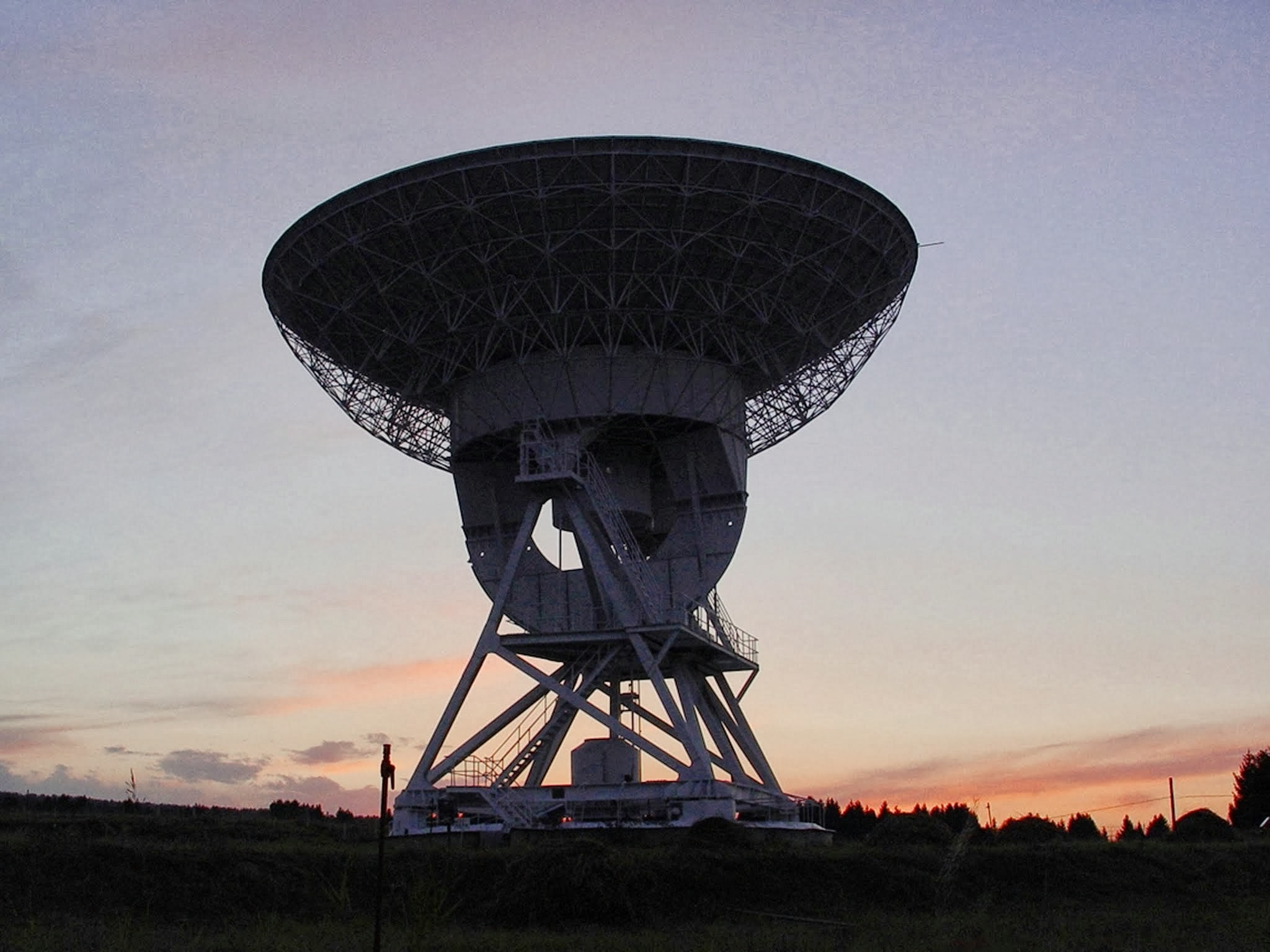
南山25メートル電波望遠の夕景 2007-08-25

#### パルサー観測
1996年2月、南山25メートル電波望遠鏡は中国で初めてのパルサー観測に成功した。2002年に受信機の冷却系をアップグレードして約270のパルサーを観測した。2008年には先進的なデジタルフィルタバンク（Digital Filter Bank, DFB）を導入して300のパルサー（10余りのミリ秒パルサーを含む）の観測を達成し、回転する電波源（回転電波トランジェント： Rotating radio transient)、マグネター、パルサーの調査を行っている。

#### 分子スペクトル線観測
2010年に南山25メートル電波望遠鏡のセンチメートル波分子スペクトル観察システムは1GHzの帯域幅に更新され、8192分光点を持つDFB分光解析システムを導入した。2011年より、波長1.3cmを観測する高感度二重偏波冷媒受信部を観測に投入。現在の主要な観測波長帯域は18cm、6cm、1.3cmで、ヒドロキシル基メーザー、ホルムアルデヒド吸収線、水素再結合線、水メーザー、メタノールメーザーなど気体分子スペクトルを観測することができる。

#### 活動銀河核観測
南山25メートル電波望遠鏡は、ギガヘルツ帯にピークを持つ銀河外電波源（Giga Hertz Peaked Spectrum，GPS電波源）”や、“日内変動電波源（Intra-day variability，IDV電波源）”など活動銀河核（Active Galactic Nucleus，AGN）の観測・研究にも使用される。

### カシュガル衛星地上局
カシュガル衛星地上局は新疆ウイグル自治区カシュガル市東湖小区墓士塔格東路にあり、中国の測位衛星を追跡する新疆ウイグル自治区内における唯一の地上局である。「中国地域位置測定システム(CAPS)」と「北斗衛星測位システム」の他、電離層と気象の観測、基準座標、精密時間信号伝達、地球自転速度とその変化の高精度な算定、地殻変動データ収集など多分野の任務を担う。

### 110メートル電波望遠鏡（計画中）
新疆奇台110メートル電波望遠鏡（QTT）新疆ウイグル自治区奇台県に立地する、口径110mの全方位可動型電波望遠鏡を計画中。完成して使用が開始されると，アメリカのグリーンバンク望遠鏡（口径100×110m）やドイツのエフェルスベルク電波望遠鏡（口径100メートル）と並ぶ世界最大の可動型電波望遠鏡となり、深宇宙探査の分野で中国のニーズを満たすことができるようになる
。